# Riccardo di Montecassino
Riccardo di Montecassino, documentato anche come Riccardo Annibaldi (... – Montecassino, 1º marzo 1262), è stato un cardinale italiano.

## Biografia
Entrò nell'ordine benedettino nell'abbazia di Montecassino e nel 1252 ne divenne abate.
Fu creato cardinale da papa Alessandro IV in un concistoro che si tenne tra 17 agosto 1255 e il 1º febbraio 1256; ricevette il titolo  di San Ciriaco alle Terme Diocleziane. Il 10 agosto 1258 fu presente all'incoronazione di Manfredi, che si tenne nella cattedrale di Palermo, e per tale ragione il 10 agosto dell'anno successivo fu deposto dal pontefice, che considerava il re un usurpatore. In ogni caso, grazie all'amicizia con il re, Riccardo riuscì a mantenere il governo dell'abbazia fino alla sua morte, avvenuta il 1º marzo 1262.
Prima della morte, verso la fine del 1261, divenne cardinale protopresbitero.